# Кармайкл, Ангус
Ангус Макдональд Юинг Кармайкл (англ. Angus Macdonald Ewing Carmichael; 12 июня 1925, Форт-Роузбери — 21 марта 2013, Хорнкасл, Линкольншир) — шотландский футболист, левый защитник. Участник летних Олимпийских игр 1948 года.

## Биография
Ангус Кармайкл родился 12 июня 1925 года в городе Форт-Роузбери в Северной Родезии (сейчас Манса в Замбии).
В 1947—1950 годах играл в футбол на позиции левого защитника за шотландский «Куинз Парк» из Глазго. Провёл 42 матча в чемпионате Шотландии, мячей не забивал.
В 1948 году вошёл в состав сборной Великобритании по футболу на летних Олимпийских играх в Лондоне, занявшей 4-е место. Играл на позиции защитника. 13 августа 1948 года провёл единственный в карьере матч за национальную команду, в котором британцы в борьбе за 3-4-е места уступили Дании (3:5).
Окончив университет по специальности ветеринара и не имея возможности из-за травмы продолжать футбольную карьеру, перебрался в Англию, где работал в нескольких ветеринарных клиниках. Когда Кармайкл жил в Кендале, тренер Билл Шенкли предложил ему играть за «Карлайл Юнайтед», однако он отказался. Впоследствии работал в Королевском ветеринарном колледже в Хатфилде.
В 1990 году вышел на пенсию. Жил в Линкольншире.
Умер 21 марта 2013 года в британском городе Хорнкасл.